# 11º Battaglione bersaglieri "Caprera"
L'11º Battaglione bersaglieri "Caprera" è un reparto dell'Esercito Italiano inquadrato nell'11º Reggimento bersaglieri con sede a Orcenico Superiore.
Dal 6 settembre 2024, il battaglione è al comando del tenente colonnello Bruno Gravina.

## Storia
L'XI Battaglione bersaglieri venne costituito nel 1910 come XI battaglione bersaglieri ciclisti ed inquadrato nell'11º Reggimento bersaglieri in seno al quale prese parte al primo conflitto mondiale distinguendosi particolarmente lungo la linea fortificata del Monte Sei Busi del Carso, il cosiddetto "Trincerone italiano", una grande linea difensiva fortificata che partendo dal Monte San Michele terminava nella zona di Selz, Doberdò del Lago e Monfalcone, meritando, nel corso del conflitto, ben tre Medaglie d'argento al valor militare.
I bersaglieri dell'XI battaglione ciclisti erano chiamati all'interno della 3ª Armata i garibaldini, poiché gli ufficiali, sotto la giubba d'ordinanza, indossavano una camicia rossa con le insegne tricolori.
I teatri operativi del battaglione nel corso del conflitto furono i seguenti: Villesse, dal 29 maggio al 7 giugno 1915; San Lorenzo di Mossa, Lucinico, dall'8 al 10 giugno 1915; Ponte di Sagrado, dal 1° al 18 luglio 1915; Monte San Michele (quota 70) dal 19 al 20 luglio 1915; Trincea delle Frasche, dal 1° al 17 novembre 1915; Vermegliano, dal 18 dicembre 1915 al 1º gennaio 1916, dal 14 al 30 gennaio 1916, dal 26 febbraio al 22 aprile 1916; Monfalcone (quote 12 e 93) dal 16 al 27 maggio 1916; Vermegliano, dal 28 maggio al 5 agosto 1916; Monfalcone (quota 85) dal 7 al 10 agosto 1916;
Doberdò (quota 144) dal 16 al 22 settembre e dal 9 al 15 ottobre 1916; Monfenera, dal 22 novembre al 6 dicembre 1917; Molino della Sega, Ghiaione Rolando, dal 27 dicembre 1917 al 18 gennaio 1918; Monte Grappa, dal 19 settembre al 27 ottobre 1918.
Nel corso della seconda battaglia dell'Isonzo tra il 20 e il 21 luglio 1915 il battaglione conquistò il Monte San Michele difendendolo contro i furiosi contrattacchi dell'Esercito austro-ungarico che riuscì a riprendere le posizioni perdute, nonostante la resistenza dei bersaglieri dell battaglione, che perse 13 ufficiali e 183 gregari, meritando per il suo contegno la medaglia d'argento al valor militare.
Il 6 agosto 1916 nella zona del Carso di Monfalcone il battaglione affiancò i battaglioni ciclisti III e IV, alla conquista di quota 85, che venne difesa, nonostante i violenti contrattacchi nemici, nei combattimenti corpo a corpo, fino al giorno 10. Il battaglione, che perdette 14 ufficiali e 319 ciclisti per l'eroico suo
contegno, meritò una seconda medaglia di argento al valor militare e venne citato sul bollettino di guerra del Comando Supremo. In questa battaglia morì il bersagliere Enrico Toti del III battaglione.
Il successivo 14 settembre il battaglione venne inviato al promontorio di Punta Grossa, da dove mosse, insieme al III ciclisti, all'attacco quota 144; scavalcando reparti del Reggimento "Genova Cavalleria" e del V ciclisti, duramente provati nelle azioni dei giorni precedenti, i due battaglioni, dopo cruenta lotta, conquistarono, con brillanti attacchi, la contrastata quota contendendola per tre giorni la contendono al nemico, che cercò in tutti i modi di riprenderla. Il battaglione, che perdette altri 16 ufficiali e 320 gregari venne decorato di una terza medaglia d’argento al valor militare.
Nella battaglia finale l'XI Battaglione bersaglieri ciclisti diede nuove prove del suo valore. Dopo avere oltrepassato il Piave al ponte della Priula nel pomeriggio del 29 ottobre 1918, il giorno successivo nella zona di Revine Lago, in un attacco i bersaglieri del battaglione superano di slancio i reticolati e sbaragliarono l'ostinata resistenza nemica, proseguendo, il 31 ottobre, per Vittorio Veneto. Il 1º novembre ripresa la marcia il battaglione raggiunse Pian delle Osterie ed il 2 novembre Longarone dove incontrò una nuova opposizione nemica combattendo fino al 3 novembre. Il 4 novembre raggiunse Selva di Cadore, dove ricevette l'ordine di arrestarsi per il sopraggiunto armistizio. La sua condotta nel vittorioso inseguimento venne segnalata nel bollettino di guerra del Comando Supremo.
Comandanti dell'XI° Battaglione bersaglieri ciclisti durante la prima guerra mondiale
- Tenente colonnello Santi Ceccherini dal 24 maggio al 1º settembre 1915;[2][3]
- Maggiore Alessandro Ronca dal 13 settembre 1915 al 1º novembre 1915 (ferito);
- Capitano Augusto Sifola dal 2 novembre 1915 al 2 novembre 1915 (ferito);
- Capitano Ottavio Peano dal 3 novembre 1915 al 9 novembre 1915;
- Maggiore Alessandro Ronca dal 10 novembre 1915 al 22 febbraio 1916;
- Maggiore Augusto Sifola dal 23 febbraio 1916 al 6 agosto 1916;
- Maggiore Enrico Boaro dal 16 agosto 1916 al 18 settembre 1918;
- Capitano Dante Massucco al 19 settembre 1918 al termine della guerra.

Al termine del conflitto il battaglione venne soppresso nel 1919.

## La ricostruzione
Nel 1964 fu costituito presso il 182º Reggimento fanteria corazzato "Garibaldi" nella sede della caserma Scipio Slataper di Sacile, in provincia di Pordenone l'XI° Battaglione bersaglieri per ridenominazione del XXIII Battaglione bersaglieri.
Il 15 luglio 1976, in seguito alla ristrutturazione dell'Esercito Italiano che prevedeva l'abolizione dei Reggimenti e la creazione di Battaglioni autonomamente operativi, il 182º Reggimento "Garibaldi" venne sciolto e l'XI Battaglione bersaglieri, ne ereditò sia la Bandiera di guerra con le relative decorazione e le tradizioni, tra cui la cravatta rossa, sia la custodia delle tre medaglie d'argento al valor militare già attribuite all'11º Reggimento bersaglieri per i meriti acquisiti sul Carso dal suo XI Battaglione bersaglieri ciclisti.
Il battaglione venne trasferito da Sacile, alla caserma "Leccis" di Orcenico di Zoppola in provincia di Pordenone e inquadrato nella costituenda 8ª Brigata meccanizzata "Garibaldi" della Divisione corazzata "Ariete" di Pordenone, che prendeva il numero (8) dal disciolto 8º Reggimento bersaglieri ed il nome Garibaldi, a sottolineare l’antico legame tra i bersaglieri e l’Eroe dei Due Mondi, legame che risale al 1849 quando Luciano Manara  si aggregò con il suo Battaglione Bersaglieri  "Lombardi"”  al "Corpo Volontario Garibaldino", partecipando alla difesa della Repubblica romana, combattendo a Villa Corsini e perdendo poi la vita a Villa Spada. Il legame si sarebbe poi consolidato nella formazione "Bersaglieri Mantovani", della quale fecero parte i garibaldini Goffredo Mameli, Nino Bixio e Pilade Bronzetti. Anche la stessa denominazione del battaglione, che venne mutata in 11º Battaglione bersaglieri "Caprera", in ricordo del luogo dove Garibaldi trascorse gli ultimi anni di vita, sottolineava il legame con l'eroe dei due mondi
Il 30 settembre 1992, a seguito del ripristino del livello reggimentale nell'Esercito Italiano nella caserma Salvatore Zappalà di Aviano venne ricostituito l'11º Reggimento bersaglieri sulla base del 27º Battaglione bersaglieri "Jamiano" che il successivo 21 novembre veniva trasferito nella Caserma "Leccis" di Orcenico Superiore mentre a sua volta, l'11º Battaglione bersaglieri "Caprera", veniva contemporaneamente trasferito alla Brigata meccanizzata "Pinerolo" a Bari, come base per il ricostituendo 7º Reggimento bersaglieri. Con il trasferimento del battagglione a Bari, come reparto del 7º Reggimento bersaglieri la bandiera di guerra del 182º Reggimento fanteria corazzato "Garibaldi", assegnata all'11º Battaglione bersaglieri "Caprera" venne versata al Sacrario delle Bandiere del Vittoriano a Roma.
Il 18 aprile 1997 lo Stato Maggiore dell’Esercito con un movimento ordinativo teso a riportare in un giusto alveo storico e di tradizioni i reparti bersaglieri, stebilìche il 27º Battaglione bersaglieri "Jamiano" fosse trasformato in 11º Battaglione bersaglieri "Caprera" ereditando nel contempo tutte le relative tradizioni. Pertanto le tre medaglie d’Argento al Valor Militare dell’XI Battaglione bersaglieri ciclisti inizialmente appuntate sulla bandiera del 182º Reggimento fanteria corazzato "Garibaldi", vennero ricondotte sulla bandiera dell'11º Reggimento bersaglieri in seno al quale l'XI Battaglione bersaglieri ciclisti era nato, unitamente alla Medaglia di Bronzo al Valore dell'Esercito  meritata dall'11º Battaglione bersaglieri "Caprera" per le operazioni di soccorso prestate alle popolazioni del Friuli colpite dal terremoto del 1976.